# Protonemura miatchense
Protonemura miatchense is een steenvlieg uit de familie beeksteenvliegen (Nemouridae). De wetenschappelijke naam van de soort is voor het eerst geldig gepubliceerd in 1983 door Ikonomov.